# Střemchoví

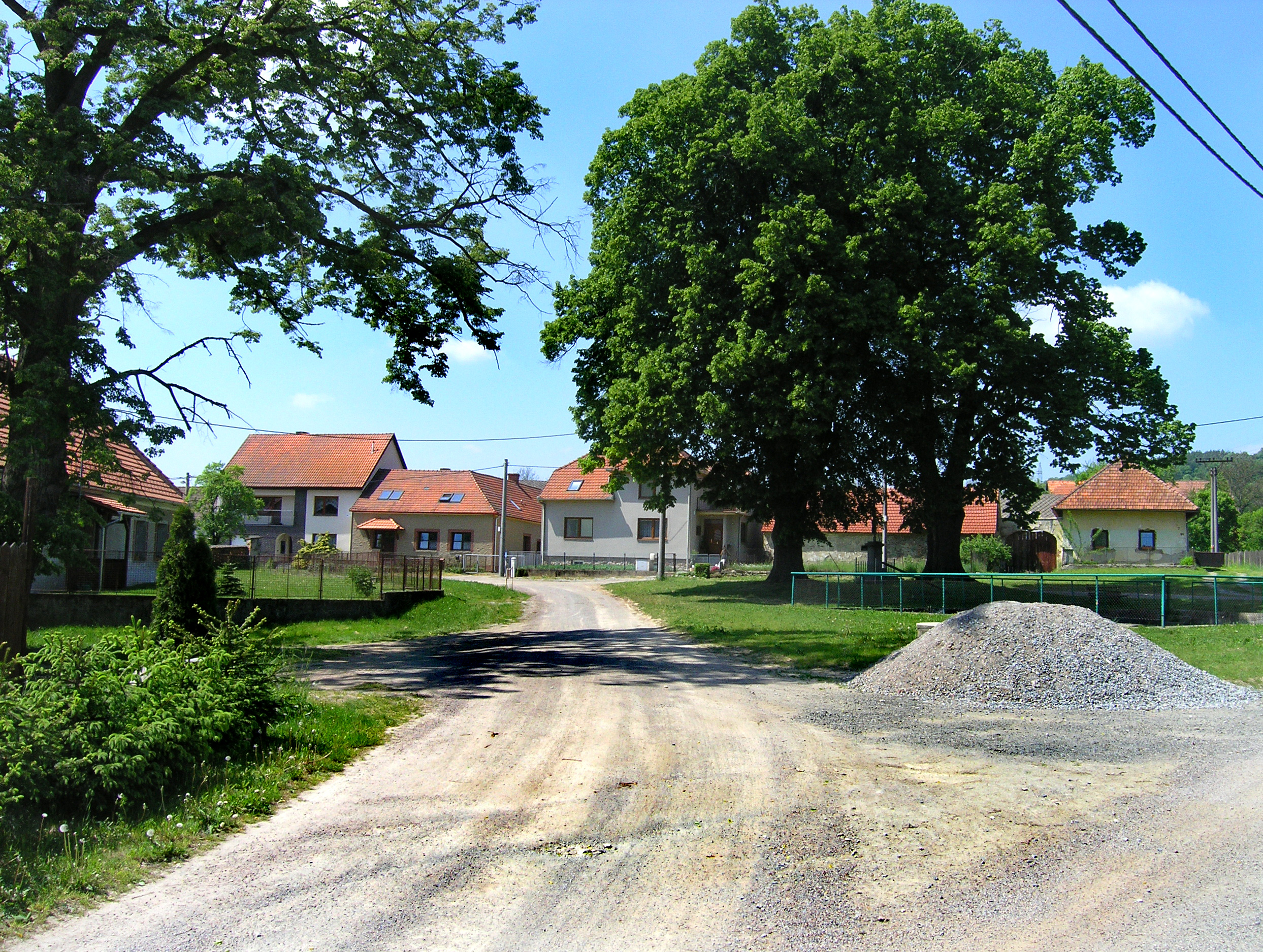
Střemchoví, la commune

Střemchoví est un quartier de Dolní Loučky.
L'astéroïde (2811) Střemchoví porte son nom.

## Personnes
- Antonín Mrkos, astronome tchèque, né en ce lieu.

## Galerie

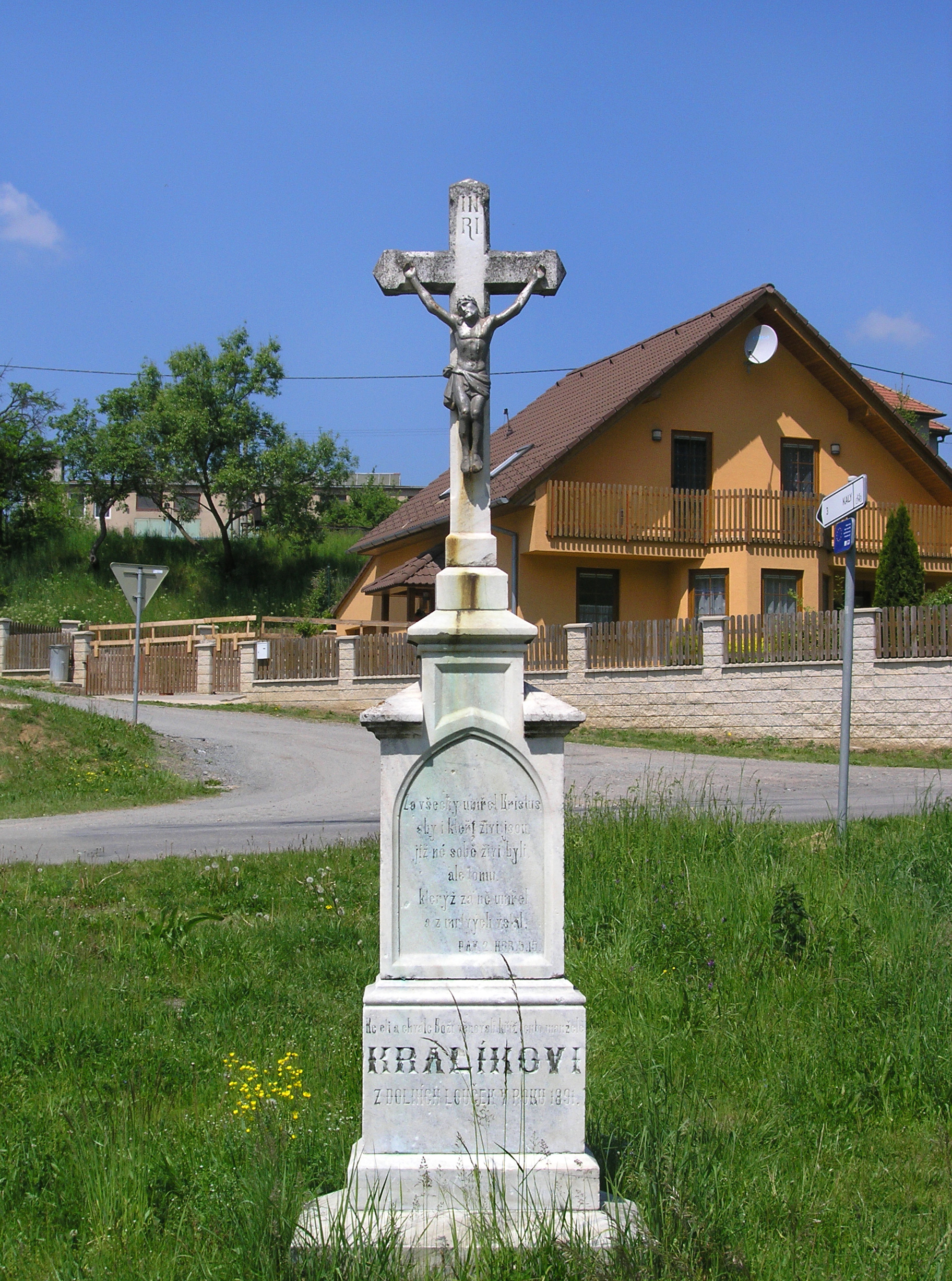
Le crucifix
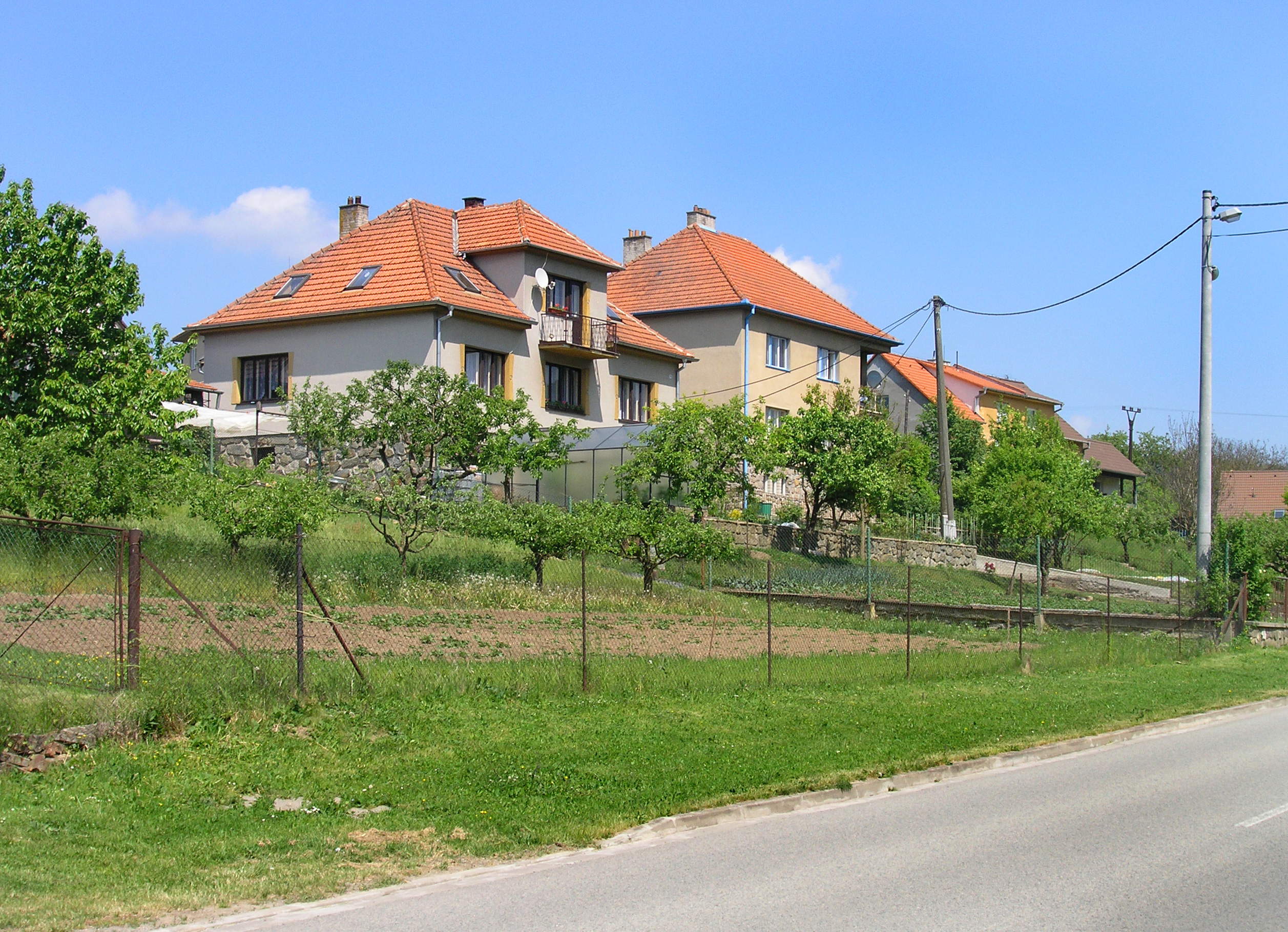
Partie ouest